# Secret (album Ayumi Hamasaki)
Secret – ósmy album Ayumi Hamasaki. w Azji sprzedano 2 miliony kopii. W Japonii album kosztował 3 059 jenów (wersja CD) i 3 990 jenów (wersja CD+DVD).

## Lista utworów

### CD
| #  | Tytuł                      | Muzyka           | Aranżacja           | Czas |
| -- | -------------------------- | ---------------- | ------------------- | ---- |
| 1  | "Not yet"                  | CMJK             | CMJK                | 2:01 |
| 2  | "until that Day..."        | CMJK             | CMJK                | 4:48 |
| 3  | "Startin'"                 | Kazuhiro Hara    | CMJK                | 4:19 |
| 4  | "1 LOVE"                   | Yōji Noi         | HΛL                 | 4:30 |
| 5  | "It was"                   | Naruya Ihashi    | Tasuku              | 4:10 |
| 6  | "LABYRINTH" (instrumental) | HΛL              | HΛL                 | 1:43 |
| 7  | "JEWEL"                    | Tetsuya Yukumi   | Shingo Kobayashi    | 4:16 |
| 8  | "momentum"                 | Tetsuya Yukumi   | HΛL                 | 4:12 |
| 9  | "taskinst" (instrumental)  | Tasuku           | Tasuku              | 1:36 |
| 10 | "Born To Be..."            | Kazuhiro Hara    | Kazuhiro Hara, CMJK | 4:51 |
| 11 | "Beautiful Fighters"       | Kazuhito Kikuchi | CMJK                | 5:16 |
| 12 | "BLUE BIRD"                | D.A.I            | HΛL                 | 4:09 |
| 13 | "kiss o' kill"             | Tetsuya Yukumi   | Keiji Tanabe        | 4:40 |
| 14 | "Secret"                   | Tetsuya Yukumi   | Hikari              | 4:58 |

### DVD
| #  | Tytuł                              | Reżyser         | Czas |
| -- | ---------------------------------- | --------------- | ---- |
| 1  | "Startin'" (teledysk)              | Takahide Ishii  | 5:29 |
| 2  | "Born To Be..." (teledysk)         | Takahide Ishii  | 4:51 |
| 3  | "BLUE BIRD"                        | Takahide Ishii  | 4:13 |
| 4  | "Beautiful Fighters" (teledysk)    | Takahide Ishii  | 5:57 |
| 5  | "JEWEL" (teledysk)                 | Wataru Takeishi | 4:20 |
| 6  | "1 LOVE" (teledysk)                | Hideaki Sunaga  | 5:03 |
| 7  | "momentum" (teledysk)              | Takahide Ishii  | 4:41 |
| 8  | "Startin'" (making clip)           | Takahide Ishii  | 4:58 |
| 9  | "Born to Be..." (making clip)      | Takahide Ishii  |      |
| 10 | "BLUE BIRD" (making clip)          | Takahide Ishii  |      |
| 11 | "Beautiful Fighters" (making clip) | Takahide Ishii  |      |
| 12 | "JEWEL" (making clip)              | Wataru Takeishi | 4:46 |
| 13 | "1 LOVE" (making clip)             | Hideaki Sunaga  | 4:30 |
| 14 | "momentum" (making clip)           | Takahide Ishii  |      |

## Trasa koncertowa

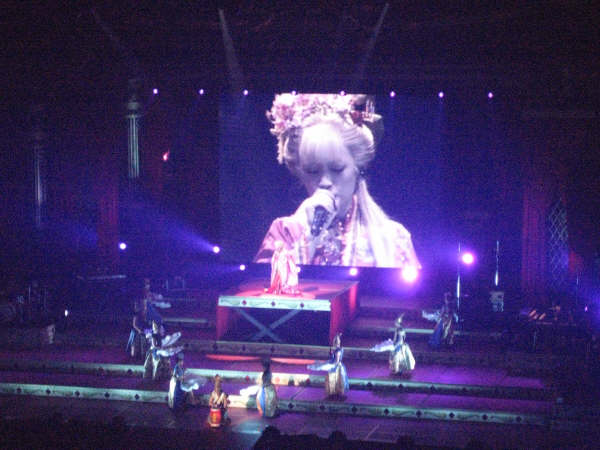
Występ Ayumi Hamasaki w Szanghaju podczas Tour of Secret.

10 marca 2007 Ayu ruszyła w trasę koncertową po Azji. Rozpoczęła od Japonii (Saitama, Jokohama, Nagoja, Osaka, Fukuoka), poprzez Tajwan (Tajpej), oraz Chiny (Szanghaj, Hongkong). Wystąpiła w szesnastu koncertach. Ayumi wydała album ze swojej trasy koncertowej – Tour of Secret. Trasa zakończyła się 10 czerwca 2007 r. 

## Wystąpienia na żywo
- 3 marca 2006 – Music Fighter – "Startin' "
- 10 marca 2006 – Music Station – "Born To Be..."
- 10 marca 2006 – Music Fighter – "Born To Be..."
- 11 marca 2006 – CDTV – "Startin' "
- 11 czerwca 2006 – Domoto Kyodai – "BLUE BIRD"
- 16 czerwca 2006 – Music Station – "BLUE BIRD"
- 23 czerwca 2006 – Music Fighter – "BLUE BIRD"
- 23 czerwca 2006 – Music Station – "BLUE BIRD"
- 24 czerwca 2006 – CDTV – "BLUE BIRD"
- 25 czerwca 2006 – Avex Shareholders Meeting – "BLUE BIRD"
- 13 października 2006 – Music Station Fall Special – "JEWEL"
- 13 listopada 2006 – Hey! Hey! Hey! – "JEWEL"
- 24 listopada 2006 – Music Station – "JEWEL"
- 24 listopada 2006 – Music Fighter – "JEWEL"
- 29 listopada 2006 – 3,000,000 Choose Best Artist 2006 – "JEWEL ~orchestra version~"
- 1 grudnia 2006 – Music Station – "JEWEL ~orchestra version~"
- 6 grudnia 2006 – FNS – "JEWEL ~orchestra version~"
- 8 grudnia 2006 – PopJam – "JEWEL"
- 22 grudnia 2006 – Music Station Super Live – "JEWEL"
- 24 grudnia 2006 – Happy X-Mas Show 2006 – "JEWEL"
- 31 grudnia 2006 – 57th Kouhaku – "JEWEL"
- 31 grudnia 2006 – CDTV Special Live 2006-2007 – "1 LOVE"